# 巴里德·沙赫王朝
巴里德·沙赫王朝（Barid Shahi Dynsaty）為15世紀末期－17世紀初期發源並影響南亞印度地區比德爾蘇丹國的王朝家族，發源地則為印度西南部卡納塔克邦地區。該家族並於1487年—1619年實際統治該國，而該國實為巴曼尼素丹國分裂後的五小國之一。最後該王朝遭莫臥兒帝國勢力剷平。